# Moodwall
Moodwall is een artistiek viaduct in Amsterdam-Zuidoost.
In het begin van de 21e eeuw werd er druk gesaneerd in het stadsdeel Zuidoost. Een van de redenen was het gevoel van onveiligheid onder de talloze viaducten, die in het stadsdeel werden gebouwd in verband met de gescheiden verkeersstromen. Een van die “onveilige” plekken was het viaduct aan het westelijk eind van brug 1013, een hectometermeters lang viaduct in de Bijlmerdreef. Dit in de volksmond genoemde "Okkermanviaduct" werd in 2009 voorzien van een oplichtend kunstwerk van Urban Alliance. Het bestaat uit een wand (westelijk landhoofd) dat manshoog vierentwintig meter lang is en 2500 leds bevat. De verlichting reageert op passanten die onder het viaduct lopen of fietsen, terwijl boven het autoverkeer voorbij raast. Men koos daarbij voor een geribbelde muur die semi-transparant is. Het geeft afwisseling in het blik van voorbijgangers, is moeilijk met graffiti te bewerken en geeft licht/schaduwdynamiek.
Het kunstwerk leverde de kunstenaars de Dutch Design Award op in de categorie Beste product in openbare ruimte. Het was eigenlijk een testversie van een veel langer kunstwerk van zeventig meter. In 2014 moest het opnieuw afgesteld worden.
Overigens is de ruimte aan de andere zijde van het bewerkte landhoofd een parkeerplaats; de afscheiding is van tralies en metaal. 
In 2021 werd van Matthias Oostrik Het licht van Jan onthuld, ook een lichtkunstwerk.

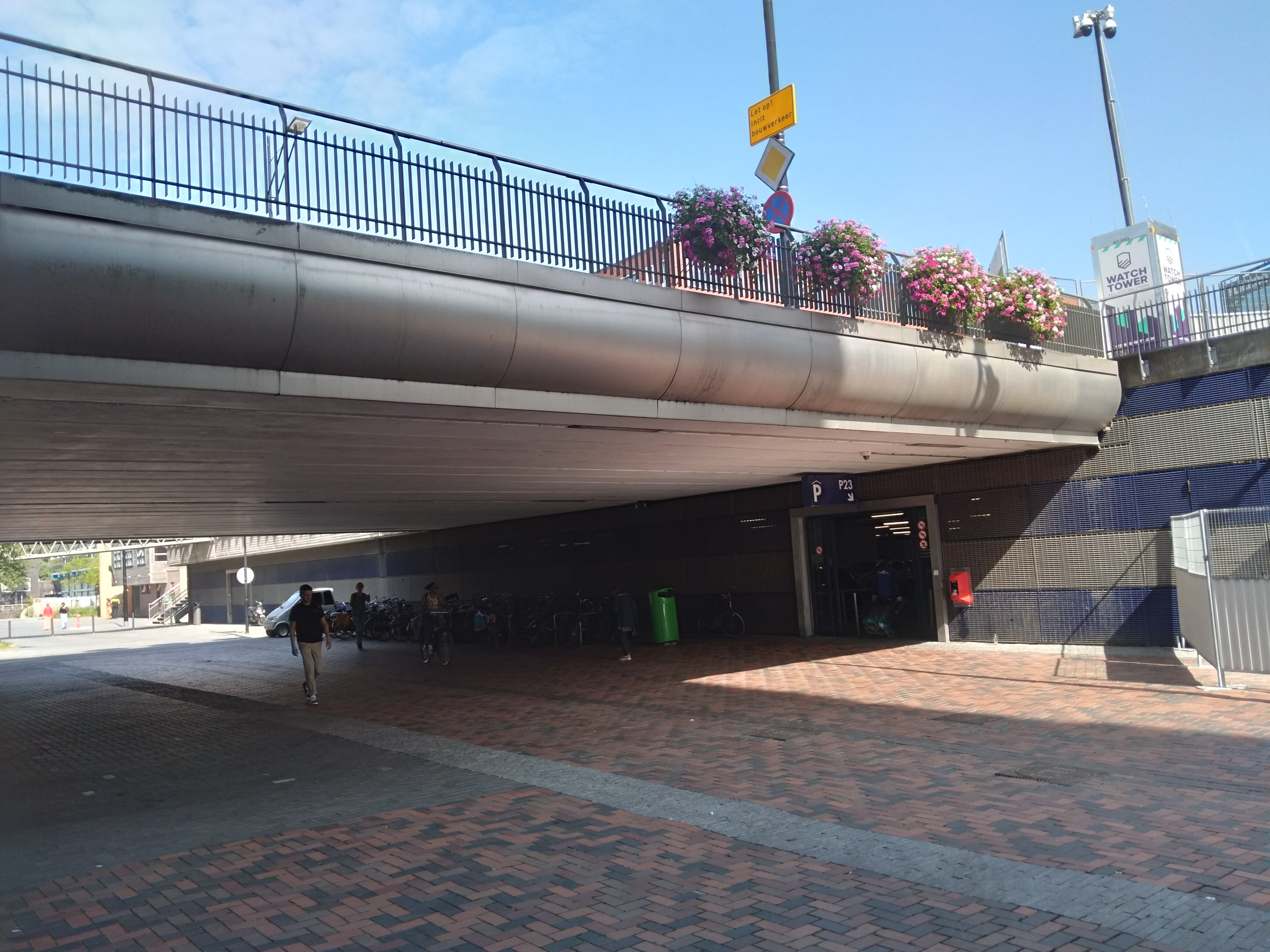
Overzijde kunstwerk (september 2021)